# Kanalbrücke Eberswalde
Die Kanalbrücke Eberswalde, bautechnisch korrekt Brückenkanal Eberswalde, war ein Wasserbauwerk des Oder-Havel-Kanals, bei dem der Kanal mittels einer Trogbrücke über die zweigleisige Eisenbahnstrecke der Berlin-Stettiner Eisenbahn geführt wurde. Das Nachfolgebauwerk ist seit 2008 ein Eisenbahntunnel unter dem Kanal.

## Planung
Beim Bau des Großschiffahrtweges Berlin-Stettin, später als Oder-Havel-Kanal bezeichnet, musste auch die Berlin-Stettiner Eisenbahn gekreuzt werden. Der Plan sah dazu eine Stelle etwa zwei Kilometer nördlich von Eberswalde vor. Da jedoch der Höhenunterschied zwischen Schienenoberkante und Wasserspiegel nicht ausreichte, wurden weitere Linienvarianten untersucht. Zum einen hätte der Kanal nach Süden verschwenkt werden können, was jedoch einen sehr langen und hohen Damm erforderlich gemacht hätte. Zum anderen wäre eine Verlegung von etwa vier Kilometer nach Norden möglich gewesen, um die Bahn über den Kanal führen zu können. Beide Varianten wurden wegen der zu erwartenden extrem hohen Baukosten nicht weiterverfolgt und stattdessen die Eisenbahn tiefergelegt.
Vor Baubeginn lag die Schienenoberkante der nach Norden ansteigenden Eisenbahn bei 30,43 m über Normalnull (N.N.). Da der Wasserspiegel der Scheitelhaltung bei 37,10 m über N.N. liegt, war nur ein Höhenunterschied von 6,67 m vorhanden. Für das Überführungsbauwerk wurde jedoch eine Höhe von mindestens 8,42 m benötigt. Diese Höhe ergab sich aus der benötigten Durchfahrtshöhe der Eisenbahn von 4,90 m, der Wassertiefe von 2,70 m, der Bauhöhe des Trogbodens von 0,70 m und der Dichtung von 0,12 m. Im Ergebnis musste die Bahn um 1,75 m tiefergelegt werden. Der Verkehr auf der Eisenbahn wurde vor Baubeginn noch zweigleisig betrieben, jedoch wurde mit einer stetigen Verkehrssteigerung gerechnet und ein späterer viergleisiger Ausbau der Bahnstrecke sollte erfolgen. Eine nachträgliche Erweiterung des Brückenbauwerkes galt auf Grund der zu erwartenden hohen Kosten und Probleme als nahezu unmöglich. So wurde das Bauwerk bereits als viergleisige Unterführung geplant. Das Nachfolgebauwerk von 2008 ist nur noch zweigleisig ausgelegt.

## Bauausführung
Die Gleise wurden durch zwei Öffnungen mit je 7,90 m lichter Weite, getrennt durch einen 1,20 m dicken Mittelpfeiler, durchgeführt. Um eine hohe Standsicherheit zu erreichen, waren die Fundamente der Widerlager und des Mittelpfeilers stark verbreitert und mit Eiseneinlagen versehen. Das gesamte Bauwerk bestand aus gestampftem Beton. Um Rissbildungen durch unterschiedliches Setzen des Bauwerkes zu verhindern, wurden etwa 2 cm starke mit Asphalt ausgegossene Dehnungsfugen eingebaut. Das Tragwerk des Brückentroges bildeten 38 durchlaufende, genietete Stahlträger. Sie waren durch querlaufende, aufgenietete Flacheisen verbunden und zur Aussteifung in den Zwischenräumen mit Beton ausgestampft. Die Träger waren je nach Lage und Belastung im Bauwerk unterschiedlich hoch ausgebildet. Die Höhe variierte zwischen 570 mm und 850 mm. Bei den Leinpfadmauern bildeten die Träger zusammen mit der Stahleinlage und dem Betonkörper einen Stahlbetonträger auf drei Stützen. Zur Verhinderung des Abreißens waren die Leinpfadmauern mit dem Trogboden durch kräftige Scherbügel verbunden.

Bahnunterführung (etwa 1918)

Zur Abdichtung gegen Durchsickerungen war das Bauwerk wasserseitig mit 1,5 mm starken Bleiplatten ausgelegt. Die Bleiplatten wurden an den Rändern verlötet und durch mehrere Lagen Bitumen und Dachpappe gegen Zerstörung geschützt. In den Leinpfadmauern war die Bleidichtung durch eine 0,75 m dicke Vorsatzmauer gegen äußere Angriffe geschützt. Der Trogboden war weiterhin mit 8 cm starken Holzbohlen ausgelegt. An den Dehnungsfugen wurden die Bleiplatten wulstartig umgebogen und mit Asphaltfaserkitt ausgestopft, um ein Zusammendrücken zu verhindern. Am Anschluss an die Kanalhaltung wurde das Bauwerk mit einer etwa 4 m tief hinab greifenden Tonpackung umgeben, in welche die Bleidichtung noch 1,20 m hineinreichte. Die Brüstungsmauern waren aus roten Hartbrandsteinen hergestellt, der Leinpfad war oberseitig mit Kleinpflaster abgedeckt. Zur besseren Führung der Schiffe wurden an den Leinpfadmauern Reibhölzer angebracht. Die Fahrwasserbreite betrug 27 m.

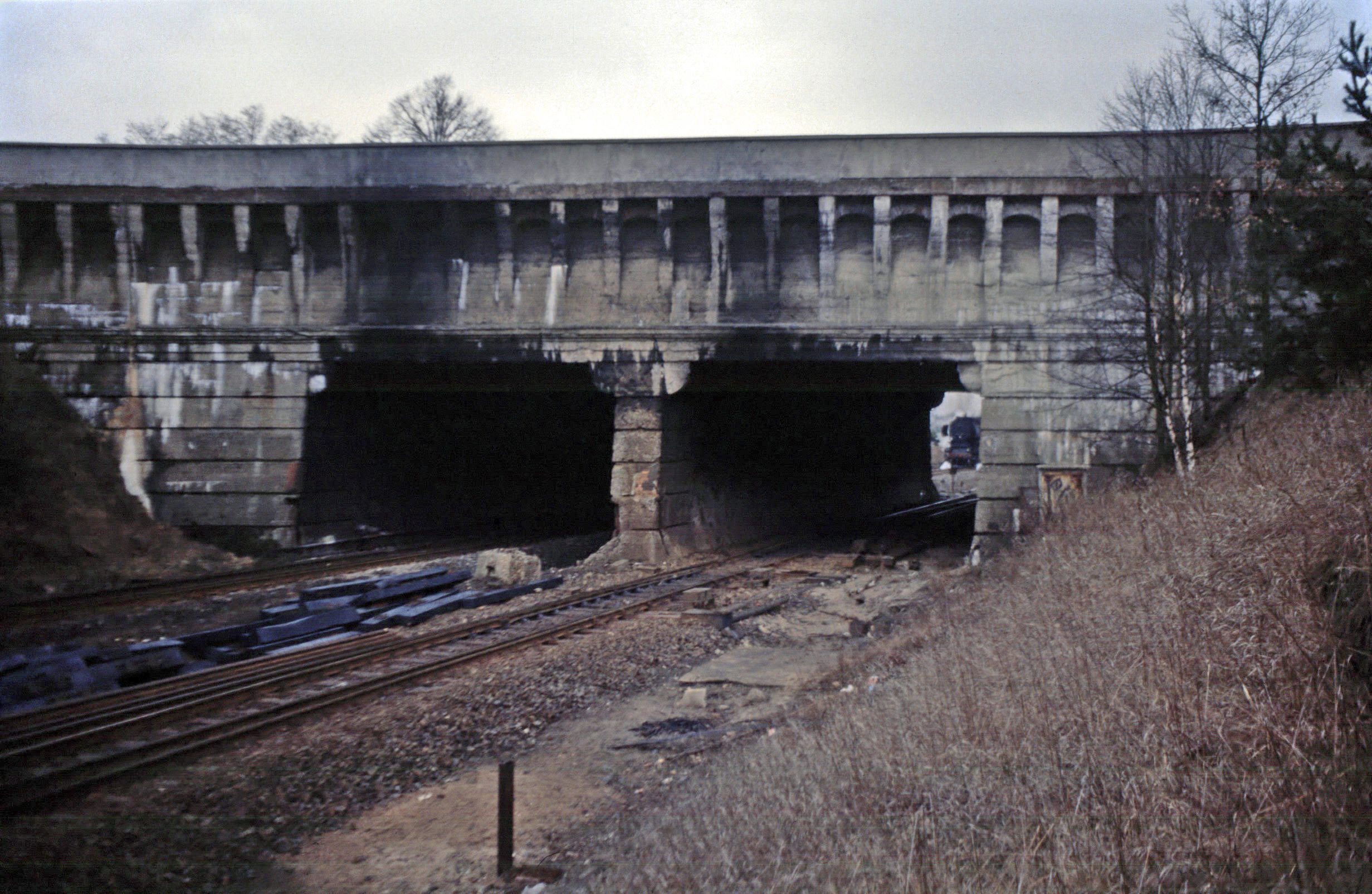
Brücke des Oder-Havel-Kanals über die Berlin-Stettiner-Bahn – März 1980

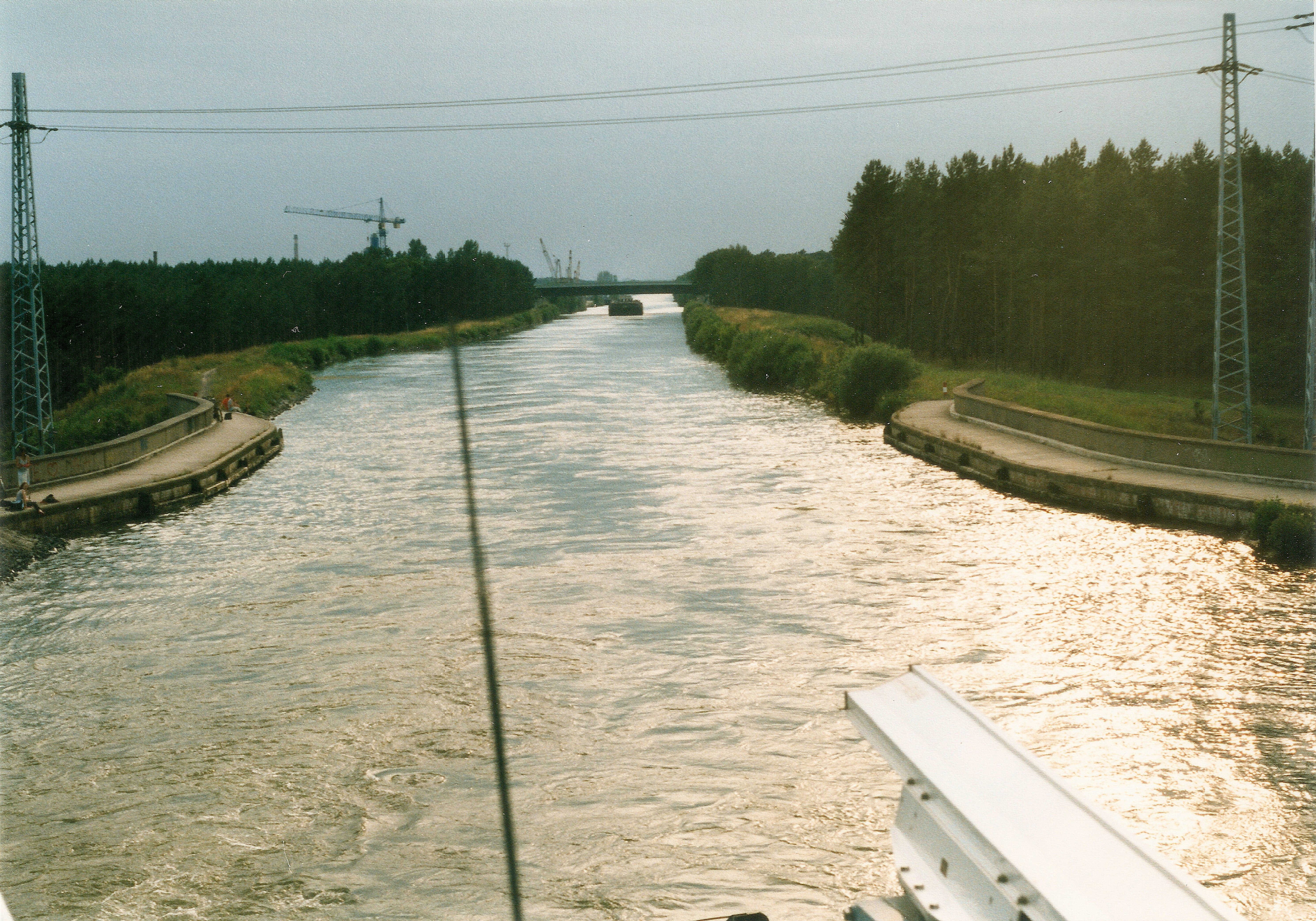
Kanalüberführung 1998

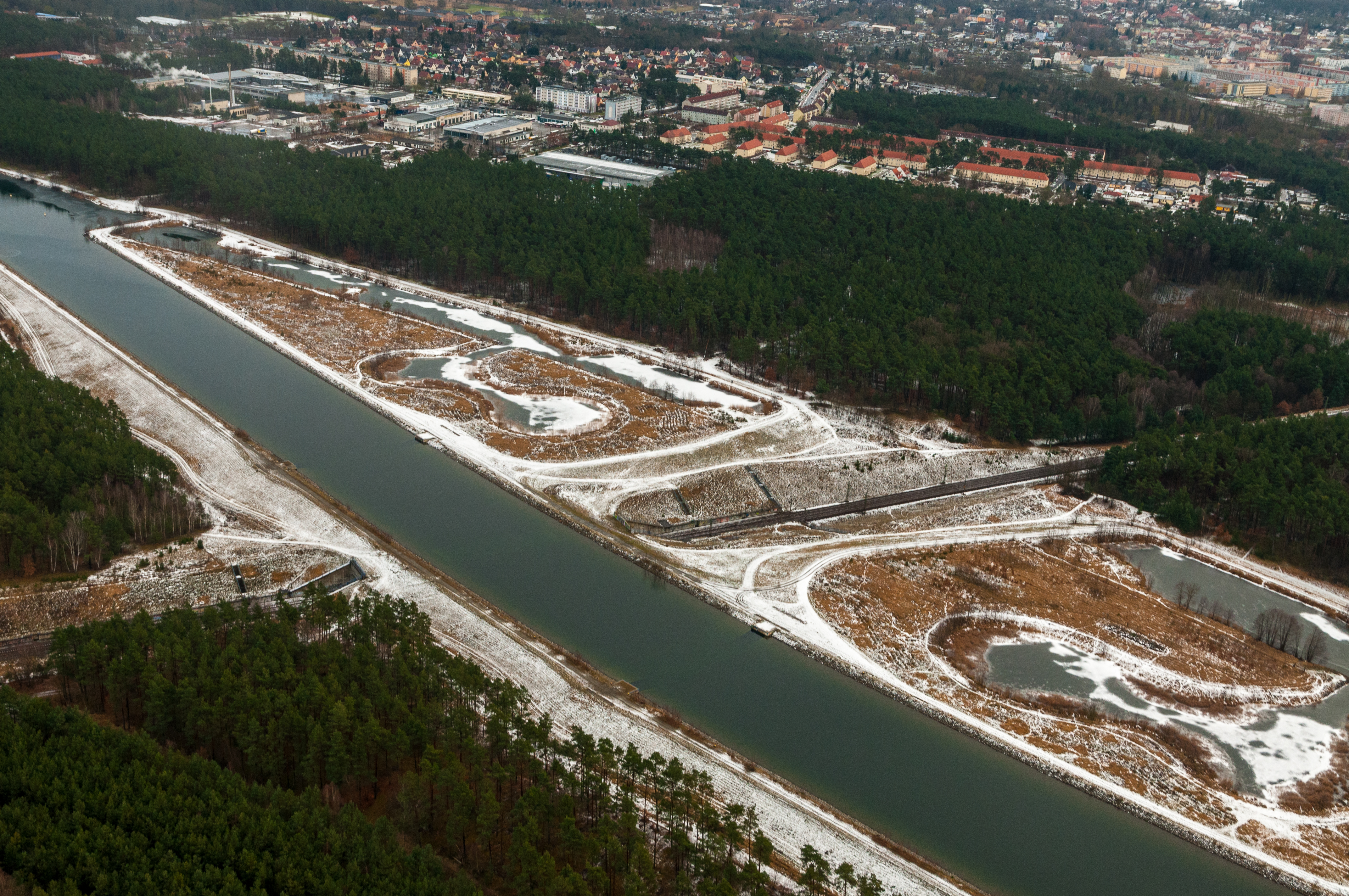
Neue Kanalbrücke und Reste der alten Kanaltrasse

Für die Bauausführung wurde zuerst der Geländeeinschnitt auf vier Gleise erweitert und auf der Seite des dritten und vierten Gleises vertieft. Nun wurde ein Arbeitsgleis an den Bahnhof Britz angeschlossen und das Streckengleis Stettin–Berlin von Gleis zwei nach Gleis vier verlegt. Anschließend wurde der Mittelpfeiler bis zur Auflagenhöhe betoniert. Danach konnte das Streckengleis Berlin–Stettin von Gleis eins nach Gleis drei verlegt und das östliche Widerlager hergestellt werden. Parallel zu diesen Arbeiten erfolgte westlich der Gleise der Aufbau eines Behelfswiderlagers aus Holz. Daraufhin wurden die angelieferten, in einem Stück gefertigten Träger aufgelegt und nach Anbringen der benötigten Schalung die östliche Hälfte des Brückentroges und der Leinpfadmauern zur Hälfte betoniert.
Nach Rückverlegung der Streckengleise wurde das westliche Widerlager hergestellt und anschließend das gesamte Bauwerk bis 1912 fertiggestellt. Nach der Füllung des Kanals zeigte sich an einer Stelle eine Undichtigkeit am Bauwerk, die 23 Tropfen in der Minute hervorbrachte. Auf eine Trockenlegung des Bauwerks wurde verzichtet. Man versuchte, den Schaden durch Einschlämmen von Ton zu beheben. Der Erfolg trat fast sofort ein. Die Tropfen nahmen ab und blieben schließlich ganz aus. Der fein verteilte Ton war den Wasserfäden gefolgt und hatte die Stelle gedichtet. Es kursiert das Gerücht, dass die Brücke mit Schweinebäuchen, Bärenfett oder Walspeck gedichtet wurde, dies war jedoch weder jemals geplant noch durchgeführt worden.
Die Gesamtbaukosten betrugen 355.000 Mark, wovon 248.000 Mark auf das eigentliche Brückenbauwerk entfielen. Baustoffe wurden aus Bralitz (Kies), Kratzwiek (Zement) und aus Lauchhammer (Stahlträger) herangeschafft. Die 95-jährige Geschichte der Kanalbrücke endete im Rahmen der Vergrößerung des Kanals mit ihrem Abriss im Jahr 2007. Vorher wurde der Kanal im Bogen etwa 250 m nach Norden verlegt (Neue Fahrt) und mit einem Tunnelbauwerk für die Eisenbahn versehen.